# Xysticus namaquensis
Xysticus namaquensis är en spindelart som beskrevs av Simon 1910. Xysticus namaquensis ingår i släktet Xysticus och familjen krabbspindlar. Inga underarter finns listade i Catalogue of Life.